# 17e Match des étoiles de la Ligue nationale de hockey
Match précédent Match suivant
Le 17e Match des étoiles de la Ligue nationale de hockey fut tenu le 5 octobre 1963 au domicile des Maple Leafs de Toronto, le Maple Leaf Gardens. L'étoile de la rencontre fut Frank Mahovlich des Leafs qui obtint deux buts et une passe.

## Feuille de match
| No | Score            | Équipe           | Buteur (Passeur(s))              | Temps            |                  |
| Première période | Première période | Première période | Première période                 | Première période | Première période |
| --- | ---------------- | ---------------- | -------------------------------- | ---------------- | ---------------- |
| 1 | 1-0              | Toronto          | Mahovlich (Armstrong - Baun)     | 2:22             |                  |
| 2 | 1-1              | LNH              | H. Richard (Henry - Howe)        | 4:08 AN          |                  |
| 3 | 2-1              | Toronto          | Mahovlich (Keon - Litzenberger)  | 12:11            |                  |
| 4 | 2-2              | LNH              | Hull (Geoffrion)                 | 19:27 AN         |                  |
| Pénalité : Stanley (Tor) retenu 2:42 ; Howell (LNH) retenu 15:18 ; Duff (Tor) retenu 18:15                                                                             |                  |                  |                                  |                  |                  |
| Deuxième période |                  |                  |                                  |                  |                  |
| Aucun but |                  |                  |                                  |                  |                  |
| Pénalité : Pronovost (LNH) trébuché 11:47 ; Horton (Tor) retenu 16:32 ; Baun (Tor) double-échec 18:55 ; Hull (LNH) bâton élevé 19:27 ; Horton (Tor) bâton élevé 19:27. |                  |                  |                                  |                  |                  |
| Troisième période |                  |                  |                                  |                  |                  |
| 5 | 3-2              | Toronto          | Litzenberger (Mahovlich - Kelly) | 2:56             |                  |
| 6 | 3-3              | LNH              | Pronovost (Bucyk - Oliver)       | 3:23             |                  |
| Pénalité : Stanley (Tor) accroché 17:04 |                  |                  |                                  |                  |                  |

Gardiens :
- Toronto : Bower (1re et 2e période), Simmons (est entré pour la 3e période).
- LNH : Hall (31:03), Sawchuk (28:57, est entré à 11:03 de la 2e période).

Tirs au but :
- Toronto (36) 12 - 10 - 14
- LNH (38) 14 - 12 - 12

Arbitres : Frank Udvari
Juges de ligne : Neil Armstrong, Matt Pavelich